# The Hollow (serie de televisión)
The Hollow (llamada El vacío en Hispanoamérica y The Hollow en España) es una serie animada de televisión canadiense creada por Vito Viscomi para la plataforma de video bajo demanda Netflix. La serie se estrenó en la plataforma el 8 de junio de 2018. Su segunda temporada se emitió el 8 de mayo de 2020. En agosto del mismo año, se anunció la cancelación de la serie.

## Argumento
Temporada 1
Adam, Kai y Mira son tres adolescentes que se despiertan en una habitación sin recuerdos de ellos mismos ni de los demás. La única pista para sus identidades son sus nombres escritos en pequeñas hojas de papel en sus bolsillos. Después de escapar de un búnker subterráneo, se encuentran en un bosque y se aventuran a descubrir quiénes son y cómo llegar a casa. 
En el camino, se encuentran con un personaje extraño al que llaman Tipo Raro, que los teletransporta a diferentes regiones cada vez que lo piden "por favor". Cada región, sin embargo, alberga peligros y obstáculos que el grupo lucha por superar, mientras que también descubren que cada uno posee superpoderes: Adam tiene tanto fuerza como agilidad, Mira puede comunicarse con animales, respirar bajo el agua y nadar como una sirena y Kai puede lanzar y manipular fuego, además de ser un genio técnico.
El trío se encuentra con un gran árbol parlante que ofrece enviarlos a casa si pueden recuperar una rama suya robada que ha sido transformada en una peligrosa arma. Al intentar recuperarla, también se encuentran con otro trío de adolescentes; cada uno con sus propios superpoderes que compiten con ellos por la posesión del Ishibo.
A pesar de las pruebas y de los obstáculos siguientes, el trío sale victorioso derrotando a sus rivales y reclamando el Ishibo. Sin embargo, la teoría de Adam de que están en un juego de realidad virtual es confirmada por Rarito, quien les advierte que los fallos que han visto son una señal de que el código del juego está corrupto y está a punto de fallar, y que deben escapar rápidamente de allí.
Después de devolver el Ishibo al Árbol de Hierro, ella les permite ingresar a una región donde deben luchar contra un dragón. Después de derrotarlo, ingresan a un portal en el edificio que estaba siendo custodiado por el dragón. Una vez atravesado el portal, terminan en la misma habitación en la que comenzaron, excepto por el hecho de que había un botón verde. Lo presionan y salen del juego, despertando en un torneo de realidad virtual (filmado en imagen real) donde son recibidos por Rarito (quien resulta ser el presentador del programa) y el público en vivo los vitorea por ganar el juego "El vacío". Sin embargo, cuando el equipo rival se despierta, Kai nota que el ojo de Vannesa falla levemente.
Temporada 2
Adam, Kai y Mira se despiertan en un lugar que es visualmente idéntico a sus hogares, pero sospechan que aún están en el Vacío.  Mientras exploran este mundo, descubren individualmente que nadie ha oído hablar del juego. Cuando se encuentran por primera vez, Adam está huyendo de los matones de su infancia, que siguen teniendo la misma edad.  Se dan cuenta de que todos sus mayores miedos, los matones de Adam, un pollo gigante para Kai y una muñeca de la era victoriana para Mira, se han manifestado en el mundo real.  Mientras luchan contra estos miedos, se dan cuenta de que todavía tienen sus poderes del Vacío.  Adam y Mira acuerdan que deben ir al estudio de grabación del juego, la sede de la empresa y el torneo del Vacío, al día siguiente.  Mientras Mira está de camino a casa, ve a Skeet y decide ir a la sede sin Adam y Kai.  Cuando Adam y Kai se encuentran para irse, Mira no viene, por lo que se van al cuartel general, sospechando que ella está allí.  Mientras están allí, encuentran un portal, como los que aparecen en el juego, y saltan a él. Luego de que atraviesan el portal, llegan a una isla de gente loro primitiva, donde encuentran a Skeet.  Luego van a una planta de energía nuclear y ven a otro equipo de adolescentes con poderes.  Uno de los miembros de este equipo es asesinado a tiros, por lo que aparece Rarito para sacar al equipo del juego.  Cuando Adam, Kai y Skeet ven al tipo raro, intentan llamar su atención, pero no pueden.  Mientras escapan de la planta de energía, atraviesan un portal con Mira.  Juntos, luchan contra un caracol gigante, pero este mata a Skeet y no pueden revivirlo.  El dueño del caracol, un científico, los invita a quedarse con él.  Mientras están allí, encuentran a Reeve y Vanessa, quienes aparentemente están bajo control mental.  Derrotan al científico, liberando a Reeve y Vanessa de su control.  Después de dejar la mansión del científico, encuentran un póster, que presenta a Rarito, y deciden ir a buscarlo para obtener respuestas.  En su camino, se encuentran con el otro equipo de este juego, que tiene su equivalente del Ishibo, y luchan contra ellos.  Cuando encuentran al tipo raro, piensa que son "errores de programación", por lo que usa un portal para enviarlos a otra parte.
El grupo intenta encontrar al tipo extraño para obtener su ayuda, y lo convencen de que son reales usando su nombre real.  Él revela que la tripulación son copias digitales de sus conciencias físicas, tomadas por la compañía para un nuevo juego, El Vacío Life, que permite a los jugadores experimentar un entorno poblado por versiones NPC de los ganadores anteriores de El Vacío.  Convencen a Rarito de que desconecte el servidor de El Vacío Life del juego para poder vivir allí en paz.  Les dice que mientras lo hace, no deben dejar que el otro equipo del juego abandone el juego, ganando o perdiendo.
Vanessa les revela a todos que hizo trampa en la primera temporada al usar lentes de contacto especiales para retener sus recuerdos y tener una mejor oportunidad de ganar el juego, lo que causó el error e hizo que sus conciencias copiadas fueran conscientes de sí mismas.  Adam, Mira y Reeve la echan del grupo.  Ve que el otro equipo avanza hacia la parte final del juego y los sigue.  Adam, Kai, Mira y Reeve van al nivel final y comienzan a luchar contra el otro equipo.  Vanessa se reincorpora al grupo y, al mismo tiempo que gana el otro equipo, el tipo raro les dice que ha terminado y abre un portal.  Lo logran.  Las escenas finales de la temporada son Adam, Kai, Mira, Reeve y Vanessa haciendo una barbacoa en la casa de Mira, seguida de una foto del caracol del juego en el mundo real.

## Actores de voz
- Adrian Petriw como Adam, que es inteligente, increíblemente fuerte y ágil, y asume el papel de líder del grupo.  En la temporada 2, se revela que es gay.  Es uno de los principales protagonistas.Peter Bundic interpreta a Adam en las escenas de acción en vivo.

- Ashleigh Ball como Mira, que es buena en los rompecabezas y es capaz de comunicarse con animales y criaturas, respirar bajo el agua y nadar a gran velocidad.  Ella es una de las principales protagonistas. Lana Jalissa interpreta a Mira en las escenas de acción en vivo.

- Connor Parnall como Kai, que es inteligente y nerd, es un genio de la tecnología. Eligió la capacidad de crear y manipular fuego.  Sin embargo, es impulsivo, poco atlético y, a menudo, hace bromas que solo él encuentra divertidas.  Es uno de los principales protagonistas.Harrison Houde interpreta a Kai en las escenas de acción en vivo.

- Diana Kaarina como Vanessa.  Además de poder volar, es increíblemente manipuladora e intrigante.  Se revela que hizo trampa al colocarse lentes Digiblock en sus ojos para evitar que su memoria se bloqueara y, por lo tanto, secretamente causó el "fallo".  Ella es una de las principales antagonistas de la temporada 1, pero luego una de las protagonistas principales de la temporada 2. Millens interpreta a Vanessa en las escenas de acción en vivo.

- Alex Barima como Reeve, un chico que puede mover cosas con su mente.  Se demuestra que es el más malicioso de su grupo.  En la temporada 2 se reveló que Adam y Reeve solían ser amigos, pero que Reeve se unió al equipo de Vanessa después de una pelea.  Más tarde se vuelve amigo de Adam.  Es uno de los principales antagonistas de la temporada 1, pero luego uno de los protagonistas principales de la temporada 2. Abdoul Diallo interpreta a Reeve en las escenas de acción en vivo

- Jesse Moss como Skeet, que puede correr a gran velocidad.  Es el menos malicioso de su grupo y, en algún momento, intenta convencer a sus compañeros de equipo para que trabajen junto con sus competidores después de que se da cuenta de los peligros que representan los fallos técnicos.  En la temporada 2, se revela que su verdadero nombre es Bernard y que ha sido amigo de Mira desde el preescolar.  Es uno de los principales antagonistas de la temporada 1, pero luego uno de los protagonistas principales de la temporada 2. Chase Dallas Carey interpreta a Skeet en las escenas de acción en vivo.

- Kazumi Evans como Nisha, una de las nuevas antagonistas principales de la temporada 2. Tiene la habilidad de usar fuego como Kai.

- Sam Vincent como Tyler, uno de los nuevos antagonistas principales de la temporada 2. Tiene la capacidad de manipular el clima.

- Khamisa Wilsher como Iris, una de las nuevas antagonistas principales de la temporada 2. Tiene la capacidad de aumentar su tamaño durante un breve período de tiempo.

- Mark Hildreth como El Tipo Raro o Rarito o Gustaf (en la vida real), un individuo excéntrico y misterioso que aparece cada vez que alguien dice la frase "ayuda por favor".  Fuera del juego, él es el anfitrión. Hildreth interpreta a El Tipo Raro en las escenas de acción en vivo.

- Sam Vincent como Jules Voulcan, un malvado científico francés.

- Nicole Oliver como Árbol / Mujer Araña.

- Ian James Corlett como Benjamin.  Junto con Benjamini, es un hombre fuerte para un carnaval destartalado en la temporada 1 y un guardia de seguridad para el club de jazz en la temporada 2.

- Michael Daingerfield como Benjamini.  Junto con Benjamin, es un hombre fuerte para un carnaval destartalado en la temporada 1 y un guardia de seguridad para el club de jazz en la temporada 2.

- Brian Drummond como Death, uno de los cuatro jinetes del Apocalipsis.  Aparentemente, es experto en hornear bollos y preparar té helado.  En la temporada 2, trabaja en el bar.

- Nicole Oliver como Brynhilda, una mujer vikinga.

- Kathleen Barr como Las brujas.

- Akuma, un rey monje demonio japonés que robó el Ishibo.  En la temporada 2, es el anfitrión de un juego llamado "Elige un portal".

- Brian Dobson como Toros #1.

- Paul Dobson como Minotauro # 2.

- Lee Tockar como Dave.

- Peter Kelamis como el Líder Araña.

- Jason Simpson como Cíclope.